# 네 이웃의 아내를 탐하지 마라 (1992년 영화)
《네 이웃의 아내를 탐하지 마라》(영어: Consenting Adults)는 미국에서 제작된 1992년 스릴러 영화이다. 앨런 J. 퍼쿨라가 연출과 제작을 맡고, 케빈 클라인 등이 출연하였다.

## 출연진
- 케빈 클라인
- 메리 엘리자베스 매스트런토니오
- 케빈 스페이시
- 리베카 밀러
- 포리스트 휘터커
- E. G. 마셜
- 킴벌리 매컬러

## 기타 제작진
- 공동 제작: 케이티 제이컵스
- 배역: 앨릭스 고딘
- 미술: 캐럴 스피어
- 의상: 게리 존스, 앤 로스